# Liste der Mitglieder der American Academy of Arts and Sciences/1917
Im Jahr 1917 wählte die American Academy of Arts and Sciences 36 Personen zu ihren Mitgliedern.

## Neu gewählte Mitglieder
- Frank Dawson Adams (1859–1942)
- Raymond Clare Archibald (1875–1955)
- Bernard Arthur Behrend (1875–1932)
- Charles Francis Brush (1849–1929)
- Eugene Watson Burlingame (1876–1932)
- Ralph Adams Cram (1863–1942)
- Joseph Augustine Cushman (1881–1949)
- Edward Waldo Emerson (1844–1930)
- Frederick John Foakes-Jackson (1855–1941)
- Horace Howard Furness Jr. (1865–1930)
- James Walter Goldthwait (1880–1948)
- Chester Noyes Greenough (1874–1938)
- Herbert Ernest Gregory (1869–1952)
- Francis Barton Gummere (1855–1919)
- Joseph Clark Hoppin (1870–1925)
- William Guild Howard (1868–1960)
- Gordon Ferrie Hull (1870–1956)
- Charles Willison Johnson (1863–1932)
- Tullio Levi-Civita (1873–1941)
- Frederic Brewster Loomis (1873–1937)
- Arthur Lord (1850–1925)
- Richard Swann Lull (1867–1957)
- Allan Marquand (1853–1924)
- Alexander George McAdie (1863–1943)
- Ramón Menéndez Pidal (1869–1968)
- William John Miller (1880–1965)
- Frank Morley (1860–1937)
- Charles Edwards Park (1873–1962)
- Louis Valentine Pirsson (1860–1919)
- Percy Edward Raymond (1879–1952)
- William North Rice (1845–1928)
- Frederick Slocum (1873–1944)
- Richard Clipston Sturgis (1860–1951)
- Thomas Wayland Vaughan (1870–1952)
- John Broadus Watson (1878–1958)
- John Zeleny (1872–1951)